# Кабо Верде
Република Кабо Верде (на португалски: República de Cabo Verde), известна и като Зелени нос, е островна държава в Северния Атлантически океан, разположена на 570 km на запад от бреговете на Африка с площ 4033 km², население от 539 560 души и включва 10 големи и 5 малки острова. Столицата на страната е Прая и се намира на най-големия остров – Сантяго. Официалният език на републиката е португалският. В страната се говорят още креолски и местни африкански езици.

## География
Архипелагът включва 10 големи острова с вулканичен произход и 5 малки. Той се поделя на 2 обособени групи: Острови Барлавенту (Наветрени острови, на север) с главен град Минделу, в които влизат големите острови Санто Антао (779 km²), Сао Висенте (227 km²), Санта Лузия (35 km²), Сао Николау (388 km²), Сал (216 km²) и Боа Вища (620 km²) и малките острови Илеу Бранку и Разу. Острови Сотавенту (Подветрени острови, на юг) с главен град Прая, в които влизат големите острови Сантяго (991 km²), Фого (476 km²), Майо (269 km²) и Брава (67 km²) и малкия архипелаг Секуш (Ромбу), състоящ се от три островчета.
Крайните точки на архипелага са:
- Крайна северна точка – 17°12′17″ с.ш., нос Сол, на остров Санто Антао;
- Крайна южна точка – 14°48′10″ с.ш., нос Ню Мартиню, на остров Брава;
- Крайна западна точка – 25°21′38″ з.д., нос Шан ди Мангради, на остров Санто Антао;
- Крайна източна точка – 22°40′03″ з.д., нос Карету, на остров Боа Вища.

Островите Кабо Верде представляват млади вулканични образувания на потъналия и разбит на блокове докамбрийски кристалинен цокъл. Бреговете в по-голямата си част са стръмни и скалисти, като удобните заливи за изграждане на пристанища са малко (най-голям и удобен е заливът Минделу на остров Сао Висенте). Релефът е предимно планински, с многочислени вулканични конуси, кратери и калдери. Най-високата точка на архипелага е действащия вулкан Пику ду Фого (2829 m), издигащ се на едноименния остров.
Климатът е тропичен, пасатен – горещ и сух. Средните месечни температури са от 22 до 27°С, а годишната сума на валежите е от 100 (на островите Барлавенту) до 250 mm (на островите Сотавенту). Речната мрежа е много слабо развита.
Растителността е пустинна и полупустинна, а животинският свят е беден. Характерно за островите е отсъствието на бозайници, като не се броят привнесените от европейците кози, зайци, плъхове и някои други животни. По бреговете гнездят множество морски птици, а крайбрежните води са богати на риба.

## История
Островите са били необитавани до откриването им от португалеца Антонио Фернандеш през 1445 г. (някои източници посочват 1456 или 1460 г., съответно – други откриватели). Архипелагът е кръстен „Острови Зелен нос“ през 1461 г. Португалия ги превръща в своя колония и ги заселва с роби африканци и с португалски селяни. Островите дълго време са били център на търговията с роби, пращани в Америка. До 1869 г.(откриването на Суецкия канал) архипелагът е имал ролята на важен пункт за корабите, пътуващи от Америка и Европа за Азия. След като морският път за Азия е отбит през Средиземно море, островите загубват предишното си значение. След Втората световна война националосвободителното движение на островите се активизира под ръководството на Африканската партия за независимост на Гвинея и островите Зелени нос (ПАИГК), създадена през 1956 г. През 1951 г. метрополията обявява колонията за „отвъдморска територия“, а през 1972 г. ѝ предоставя статут на „местна автономия“. След свалянето на фашисткия режим в Португалия през 1974 г. новото португалско правителство признава ПАИГК за законен представител на населението и страна в преговорите за предоставяне на независимост. На 5.07.1975 г. е обявена независимостта и на островите е създадено преходно правителство на Република Острови Зелени нос. След преврата в Гвинея-Бисау, извършен на 14.11.1980 г., когато властта преминава в ръцете на Революционния съвет, партията ПАИГК се реорганизира и преименува в партия само на Островите Зелени нос – ПАИКВ.
Първото постоянно селище се създава през 1462 г., името на селището е Рибейра Гранде (днес: Прая).
Островите са официално португалска колония от 1532 г.

## Държавно устройство
Кабо Верде е действаща правова демократична държава. Кабо Верде е единствената африканска държава, получаваща максимална оценка в годишните доклади на Freedom House по отношение нивото на политическите и гражданските свободи.
Кабо Верде е парламентарна република. Парламентът се състои от 72 депутати, избирани по пропорционална система за 5-годишен мандат.
Президенти
| Име                        | Роден | Мандат       | Политическа принадлежност |
| -------------------------- | ----- | ------------ | ------------------------- |
| Аристидеш Перейра          | 1924  | 1975 – 1991  | ляв център                |
| Антонио Маскарняш Монтейро | 1944  | 1991 – 2001  | десен център              |
| Педро Пиреш                | 1934  | 2001 – 2011  | ляв център                |
| Жоржи Карлус Фонсека       | 1950  | 2011 -- 2021 |                           |

Министър-председатели
| Име                  | Роден | Мандат      | Политическа принадлежност |
| -------------------- | ----- | ----------- | ------------------------- |
| Педро Пиреш          | 1934  | 1975 – 1991 | ляв център                |
| Карлош Вейга         | 1949  | 1991 – 2000 | десен център              |
| Гуалберто до Росариу | 1950  | 2000 – 2001 | десен център              |
| Жозе Мария Невеш     | 1960  | 2001 --     | ляв център                |

## Административно деление
Кабо Верде е разделена на 22 общини, а общините са поделени на общо 32 енории.
- Общините са:
  - Тарафал (1)
  - Сао Мигел (2)
  - Сао Салвадор до Мундо (3)
  - Санта Круз (4)
  - Сао Домингос (5)
  - Прая (6)
  - Рибейра Гранде (7)
  - Сао Лоренсо дос Оргаос (8)
  - Санта Катарина (9)
  - Брава (10)
  - Сао Филипе (11)
  - Санта Катарина (12)
  - Моштейрос (13)
  - Майо (14)
  - Боа Виста (15)
  - Сал (16)
  - Рибейра Брава (17)
  - Тарафал на Сао Николау (18)
  - Сао Висенте (19)
  - Порто Ново (20)
  - Рибейра Гранде на Санто Антао (21)
  - Паул (22)

## Стопанство
На 18 декември 2007 г. Общото събрание на Световната търговска организация одобрява Кабо Верде за член на организацията. Членството влиза в сила на 23 юли 2008 г., 30 дни след ратификацията от Кабо Верде, която се извършва на 23 юни.
Селското стопанство е относително по-развито. Произвеждат се тютюн, кафе, банани, сладки картофи и др., предназначени главно за износ. Отглеждат се още царевица, маниока, фъстъци, цитрусови плодове за вътрешни нужди. Честите периоди на суша затрудняват селскостопанското производство. Животновъдството се развива за прехрана на местното население. Териториалните води са богати на риба и риболовът се развива интензивно. За борба със сушата се строят съоръжения за задържане на дъждовна вода и се правят артезиански кладенци.

## Население
Съставено е главно от креоли с португалско-африкански произход (63%), народността банту (35%) и малко европейци (2%), най-вече португалци. Гъстотата на населението е 68 д./km². Най-гъсто населен е остров Сан Туго. Официалният език е португалски, местното население говори креолски. Религия – католици 78,7%, други християнски деноминации 10,4%.

## Култура
Особено известна личност от страната е певицата на музикалния стил морна Сезария Евора.

## Други
Дипломатически отношения с България се установяват през 1980 г.
- Комуникации в Кабо Верде
- Транспорт в Кабо Верде
- Армия на Кабо Верде
- Външна политика на Кабо Верде